# Furcula ludovicior
Furcula ludovicior är en fjärilsart som beskrevs av M.Gaede 1933. Furcula ludovicior ingår i släktet Furcula och familjen tandspinnare. Inga underarter finns listade i Catalogue of Life.